# Stara Reka, Iambol
Stara Reka (în bulgară Стара Река) este un sat în comuna Tundja, regiunea Iambol,  Bulgaria. 

## Demografie
Componența etnică a satului Stara Reka
     Bulgari (91,09%)
     Romi (6,16%)
     Nicio identificare (2,73%)
     Altele (0%)
La recensământul din 2011, populația satului Stara Reka era de 292 locuitori. Din punct de vedere etnic, majoritatea locuitorilor (91,09%) erau bulgari, cu o minoritate de romi (6,16%). Pentru 2,73% din locuitori nu este cunoscută apartenența etnică.